# Tillandsia arcuans
Espèce
Classification phylogénétique
Tillandsia arcuans est une espèce de plantes à fleurs de la famille des Bromeliaceae trouvée en Amérique du Sud.
L'épithète arcuans, qui signifie « s'arquant », se réfère au port courbé de la tige florale.

## Protologue et type nomenclatural
- Tillandsia arcuans L.B.Sm., in Contr. U.S. Natl. Herb. 29: 436, fig. 41d,e (1951)

Diagnose originale
- « A T. lajense André, cui affinis, inflorescentia densa, spicis oblongis, longioribus differt. »

Type
- leg. M.B. & R. Foster, n° 2266, 1946-11-29 ; « perpendicular rocks of El Cañon de Naciento del Diablo, below El Espinal, Department of Nariño, Colombia, altitude 2100 meters »[1] ; Holotypus (1/2) GH (Gray Herbarium) (GH 29401)
- leg. M.B. & R. Foster, n° 2266, 1946-11-29 ; Holotypus (2/2) GH (Gray Herbarium) (GH 29402)

## Description
Tillandsia arcuans est une plante vivace herbacée, épiphyte, rupicole, saxicole ou terrestre.

## Distribution et habitat

### Distribution
L'espèce de rencontre dans la province de Nariño en Colombie et en Équateur.

### Habitat
L'espèce se rencontre sur les parois de canyon entre 2 800 et 3 900 mètres d'altitude.

## Taxons infraspécifiques

### Tillandsia arcuansvar.arcuans
(autonyme)

### Tillandsia arcuans var. naundorffiae Gilmartin
Tillandsia arcuans var. naundorffiae Gilmartin, in Phytologia 16: 158 (1968), (Type : leg. Naundorff, s.n., 1963-06-26 ; « Ecuador. Quito, Cuna del Señor Quebradas. 2800 m. Cult. J. Marnier-Lapostolle » ; Holotypus US National Herbarium (US 00089118) ; présente en Équateur.

## Comportement en culture
La culture de cette espèce est difficile.